# André de Fleury
André de Fleury fue un monje cristiano e historiador contemporáneo de los movimientos Paz y tregua de Dios.
Monje benedictino en la abadía de Fleury, su obra principal fue Miracula sancti Benedicti ("Los Milagros de San Benito"), escrito alrededor de 1043. Registra que en 1038, Aimon, el arzobispo de Bourges, obligó a sus sufragáneos a hacer un juramento para luchar contra los enemigos de la Iglesia, e hizo que cada varón de quince años o más jurara el mismo juramento a su diócesis. Un «ejército de paz», compuesto principalmente de clérigos y campesinos, se formó y siguió un gran derramamiento de sangre. André desaprobaba las acciones de Aimon, argumentando que el «ejército de paz» pronto quedaría cegado por la ambición.
Andrew visitó Cataluña al menos en una ocasión. Es la fuente más detallada y precisa para la Batalla de Torà de 1003. Informa de la presencia, en el bando cristiano, de cuatro condes: Ramón Borrell de Barcelona, Bernardo Tallaferro de Besalú, Wifredo II de Cerdaña y Armengol I de Urgel. Sin embargo, comete un error cuando dice que el Califa de Córdoba, Hisham II, murió en el encuentro, que probablemente sea una leyenda local. El verdadero líder del ejército musulmán era Abd al-Málik al-Muzáffar, hijo del háyib Almanzor. André informa de la batalla en términos como si describiera una guerra santa. Los musulmanes, cuyo número cifra en 17 000, son "nuevos filisteos", los cristianos son ayudados por los santos Pedro y Miguel y la Virgen María, que anuncia la victoria cristiana en lugares tan lejanos como el Monte Sant'Angelo). A pesar del tema de la guerra religiosa, los historiadores españoles no han recogido el relato de André.
André también escribió una Vita Gauzlini (La vida de Gauzlin) sobre el antiguo abad de su orden, Gauzlin. Informa que Gauzlin creía erróneamente que los «herejes de Orleans», nupcias no prohibidas, secunda matrimonio non dampno («no prohíben las bodas, según las cuales no condenan el matrimonio»). André detalla con mayor precisión que nuptias con benedictione no debere fieri, sed accipiat quiscumque qualiter voluerit ("«las bodas con consentimiento que ellos prohíben que se hagan, más bien se consideran en deuda con quien quiera que fuese»"). Andreé también incluye una copia de la carta de Gauzlin dirigida a Roberto II de Francia en 1022, después de que el rey le preguntara por qué se había visto caer sangre del cielo. También recoge el poema al que corresponde el ciclo de frescos apocalípticos de Fleury, encargo de Gauzlin.